# Solanum oligandrum
Solanum oligandrum är en potatisväxtart som beskrevs av Symon. Solanum oligandrum ingår i släktet skattor som ingår i familjen potatisväxter. Inga underarter finns listade i Catalogue of Life.